# Hawaje
Hawaje (ang. Hawaii, wym. /həˈwaɪʲi/ⓘ, haw. Mokuʻāina o Hawaiʻi) – najmłodszy z 50 stanów Stanów Zjednoczonych (dołączony 21 sierpnia 1959 roku). Jedyny stan leżący wyłącznie na wyspach. Położony na archipelagu Hawaje, w północno-środkowej części Oceanu Spokojnego. Stolicą stanu jest Honolulu leżące na wyspie Oʻahu.
Archipelag jest pochodzenia wulkanicznego. Rozpościera się na długości niemal 2,5 tys. km. Składa się z 137 wysp, w tym z 8 głównych, spośród których 7 jest zamieszkanych – Hawaiʻi, Oʻahu, Kauaʻi, Molokaʻi, Lānaʻi, Maui i Niʻihau; wyspa Kahoʻolawe jest niezamieszkana. Powierzchnia wysp jest górzysta, a na terenie archipelagu znajduje się wiele czynnych wulkanów. Hawaje posiadają czwartą pod względem długości linię brzegową w Stanach Zjednoczonych, po Alasce, Florydzie i Kalifornii.
Oficjalnie w stanie mieszka 1,3 mln osób, a w praktyce ponad 1,4 mln, jeśli dodać turystów i żołnierzy amerykańskich sił zbrojnych. Większość z nich, prawie 1 mln, mieszka na najgęściej zaludnionej wyspie – Oʻahu. 6,6% mieszkańców stanu uważa się za rdzennych obywateli Hawajów (Polinezyjczyków). Największa grupa mieszkańców, około 41%, to imigranci z Azji lub ich potomkowie.

## Etymologia
W języku hawajskim słowo Hawaiʻi wywodzi się z języka protopolinezyjskiego, gdzie oznacza ojczyznę. Jest także wyrazem pokrewnym występującym również w językach: maori, rarotonga oraz samoańskim.

## Historia
Hawaje są jednym z czterech stanów, które przed dołączeniem do Stanów Zjednoczonych były niepodległymi państwami – Królestwem, a później Republiką Hawajów, obok Republiki Vermontu, Teksasu i Kalifornii, oraz jednym z dwóch, obok Teksasu, które zyskały uznanie na arenie międzynarodowej. Królestwo Hawajów było suwerennym państwem od 1810 do 1893 roku, kiedy monarchia została obalona. Hawaje były niezależną republiką od 1894 do 1898, kiedy to zostały zaanektowane przez Stany Zjednoczone jako terytorium, stając się 50. stanem w 1959 roku.
Hawaje były celem niespodziewanego ataku na Pearl Harbor wykonanego przez imperium japońskie 7 grudnia 1941 roku. Atak na Pearl Harbor oraz inne instalacje wojskowe i morskie na Oʻahu, przeprowadzony przez samoloty i miniaturowe okręty podwodne spowodował włączenie się Stanów Zjednoczonych do II wojny światowej.

### Starożytne Hawaje
Bazując na odkryciach archeologicznych szacuje się, że pierwsi osadnicy zamieszkali na wyspach w roku 300 n.e., prawdopodobnie byli to polinezyjscy osadnicy z Markizów, a następnie ok. XI w. ludzie przybywali na wyspy z Raiatea i Bora-Bora. Pierwszym Europejczykiem, który odkrył Hawaje w 1778 roku, był brytyjski podróżnik James Cook.
Archeolodzy i historycy uważają, że pierwotne osady imigrantów z Markizów i Tahiti z ok. 1000 roku wprowadziły nową linię wodzów, system Kapu (styl życia), praktykę składania ofiar z ludzi i budowania świątyń. Opowiada o tym mitologia hawajska. Niezależnie od kwestii pochodzenia imigrantów, historycy zgadzają się, że starożytne Hawaje charakteryzowały się powolnym, ale stałym wzrostem liczby ludności.

### Królestwo Hawajów (1795–1893)

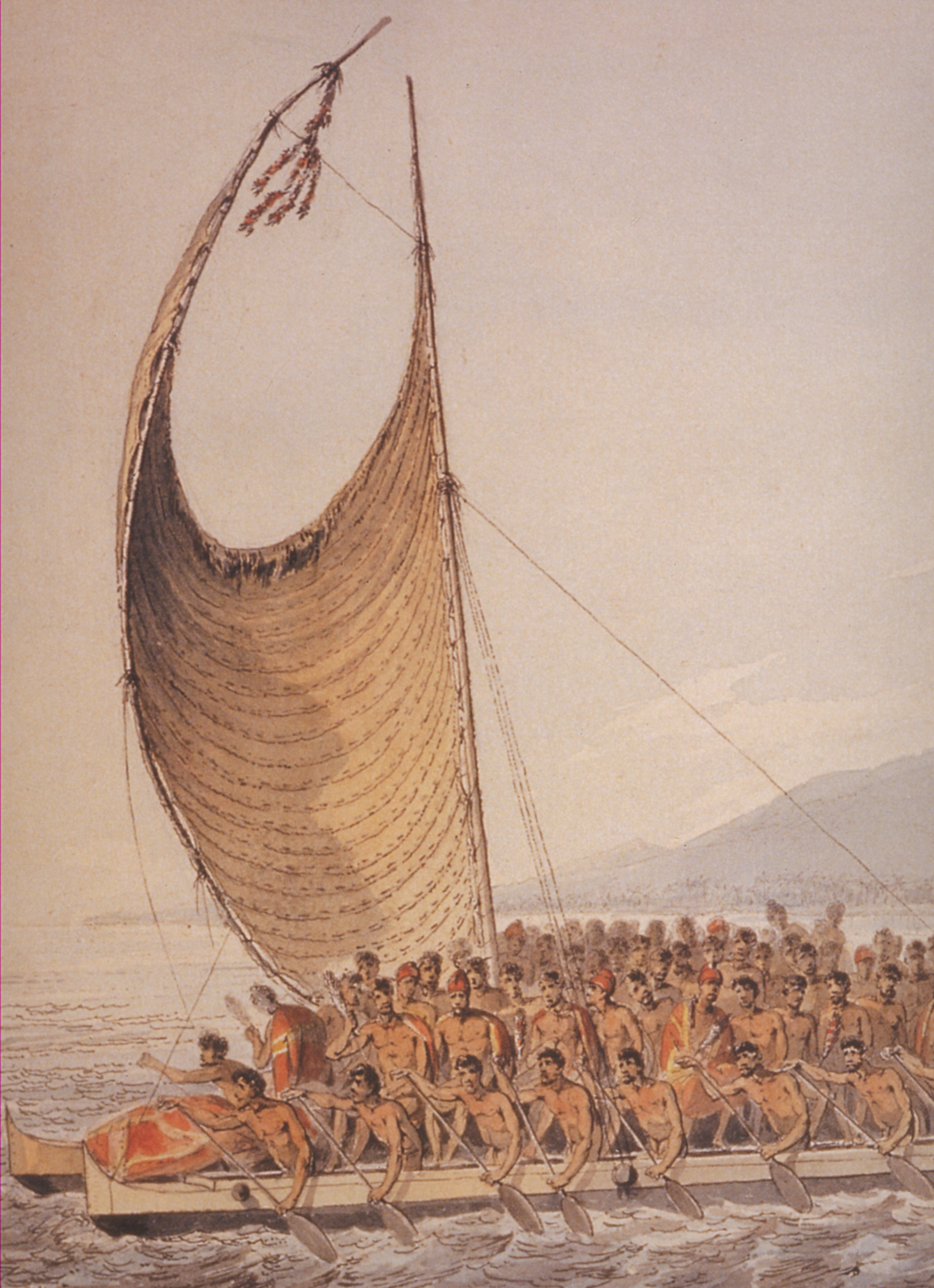
Hawajczycy witający Jamesa Cooka, ilustracja Johna Webbera

Przypłynięcie Jamesa Cooka w 1778 roku na wyspy było pierwszym udokumentowanym kontaktem Hawajów z Europejczykami. Cook nazwał je „Sandwich Islands”, na cześć swojego sponsora Johna Montagu, 4. hrabiego Sandwich. Ujawnił lokalizację Hawajów i podał ich nazwę jako Owyhee.
Cook odwiedził wyspy dwukrotnie. Podczas drugiej wizyty w 1779 roku próbował porwać króla Wielkiej Wyspy, Kalaniʻōpuʻu, i trzymać go jako zakładnika, ponieważ żądał zwrotu skradzionej łodzi. Porwanie jednak nie udało się, ponieważ zwolennicy króla bronili go, w wyniku czego Cook oraz czterech jego ludzi zginęło.
Po wizytach Cooka oraz licznych publikacjach, które opisywały jego podróże, Hawaje stały się celem podróży wielu Europejczyków: odkrywców, kupców oraz wielorybników. Wpływy brytyjskie miały duże znaczenie dla Hawajów, co widać m.in. na fladze, w której lewym górnym rogu widnieje flaga Wielkiej Brytanii. Brytyjscy przybysze przynieśli ze sobą na wyspy wiele chorób, przez co gwałtownie spadła miejscowa populacja. Hawajczycy nie byli odporni na takie choroby, jak grypa, ospa czy odra. W 1850 roku odra zabiła co piątą osobę na Hawajach.
W latach 1816–1817 kontrolę nad wyspą Kauaʻi próbowali uzyskać Rosjanie (przystąpili nawet do budowy fortu, a miejscowa ludność odnosiła się do nich przyjaźnie), jednak bez powodzenia.

#### Dynastia Kamehameha
Pod koniec XVIII wieku, wodzowie poszczególnych wysp walczyli o władzę nad archipelagiem. Po serii bitew skończonych w 1795 roku, które spowodowały cesję wyspy Kauaʻi w 1810 roku, wszystkie zamieszkane wyspy zostały podporządkowane jednemu władcy – królowi Kamehameha I. Ustanowił on dynastię Kamehameha, która rządziła Hawajami do 1872 roku.
Po przejęciu tronu przez Kamehameha II po śmierci ojca w 1819 roku, misjonarze, którzy przybyli na wyspę, nawrócili wielu Hawajczyków na chrześcijaństwo, przez co zaprzestano praktykowania niektórych starożytnych zwyczajów. Kamehameha III został pierwszym chrześcijańskim królem Hawajów.
W 1872 roku, po śmierci Kamehameha V, adoptowanego syna Kamehameha IV, nastąpiły wybory powszechne, ponieważ Kamehameha V nie miał potomków oraz nie wybrał nikogo na swojego następcę. W wyniku wyborów królem Hawajów został Lunalilo, który zmarł rok później, również nie zostawiając potomków, co spowodowało kolejne wybory, po których tron w 1874 objął Kalākaua.

#### Konstytucja Hawajów (1887)
W 1887 roku kilku białych imigrantów, którzy wzbogacili się na produkcji cukru, stanęło na czele rewolucji. Król Kalākaua został zmuszony do podpisania tzw. „Konstytucji bagnetowej”. Konstytucja drastycznie ograniczała władzę monarchy. Jej kluczowy punkt dawał prawo do głosowania tylko tym mieszkańcom, których roczny dochód przekraczał 600 dolarów lub którzy zainwestowali w grunt przynajmniej 300 dolarów. Ci drudzy nie musieli nawet być obywatelami Hawajów. Większość rdzennych Hawajczyków, którzy do tej pory stanowili przeważającą część elektoratu, wyeliminowano z gry politycznej. W ten sposób euro-amerykańska mniejszość praktycznie przejęła władzę nad państwem. Cztery lata później niedomagający król wyjechał na leczenie do San Francisco, skąd już nie wrócił. Na tronie zastąpiła go jego siostra, Lydia Liliʻuokalani.

#### Przewrót królowej Liliʻuokalani (1893)

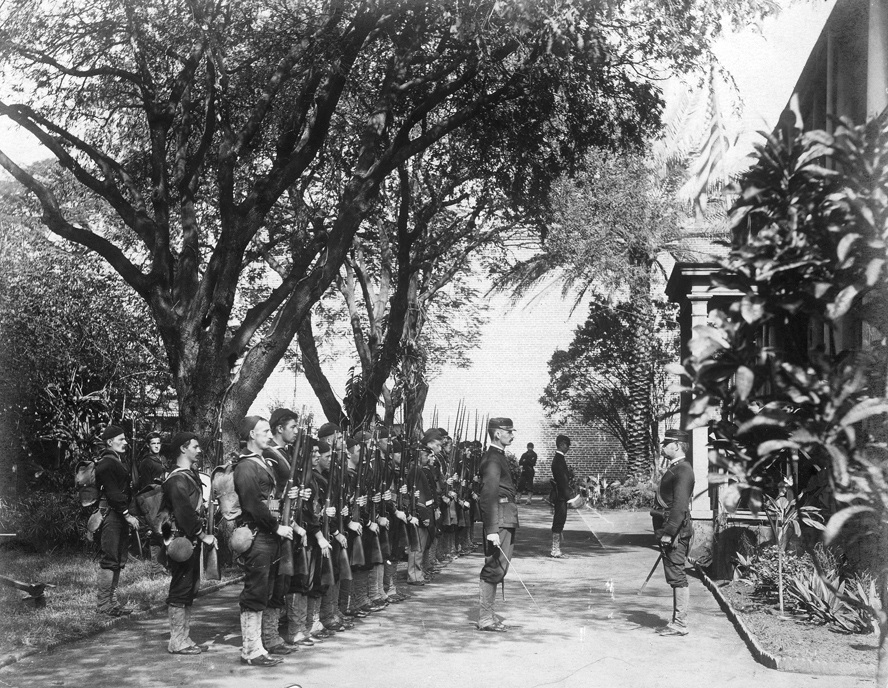
Amerykańscy żołnierze podczas przewrotu – styczeń 1893

Aby naprawić niesprawiedliwości spowodowane przez Konstytucję bagnetową i zastrzec prawo wyborcze wyłącznie dla rdzennych obywateli, królowa obwieściła wydanie nowej konstytucji. To wystarczyło antyrojalistycznie nastawionym cudzoziemcom, przede wszystkim Amerykanom, za pretekst do rozpoczęcia rebelii. John L. Stevens, minister Stanów Zjednoczonych na Hawajach, 17 stycznia 1893 roku wydał rozkaz desantu amerykańskiej piechocie morskiej stacjonującej na USS Boston. Rebelianci, określający się jako Komitet Bezpieczeństwa, pomaszerowali na pałac królowej i zażądali jej abdykacji. Chcąc uniknąć rozlewu krwi, Liliʻuokalani ustąpiła z tronu. Oświadczyła przy tym, że zrzeka się władzy do czasu, kiedy rząd USA, po zapoznaniu się z faktami, unieważni czyny swoich przedstawicieli i zwróci jej koronę.

### Republika Hawajów (1894–1898)
Republika została proklamowana 4 lipca 1894 roku. Tego dnia premier Sanford Dole został mianowany prezydentem Republiki Hawajów. Funkcję tę pełnił do 1900 roku, kiedy został gubernatorem Hawajów. Po powstaniu republiki, w której w dalszym ciągu panowała nierówność wyborcza, Hawajczycy utworzyli ruch oporu i założyli grupę zwaną rojalistami. Jej celem było obalenie republiki i przywrócenie tronu królowej Liliʻuokalani. W 1895 roku rojaliści zaatakowali rząd tymczasowy, lecz zostali pokonani, a ci, którzy przeżyli, zostali aresztowani. U królowej znaleziono broń, w związku z tym także została aresztowana. Więziono ją w małym pokoju w pałacu ʻIolani, a następnie odesłano do domu, gdzie wiele miesięcy spędziła w areszcie domowym. Republika przetrwała tylko kilka lat. 7 lipca 1898 roku Stany Zjednoczone zajęły kraj, a 12 sierpnia ogłosiły oficjalnie jego aneksję.

### Terytorium Hawajów (1898–1959)

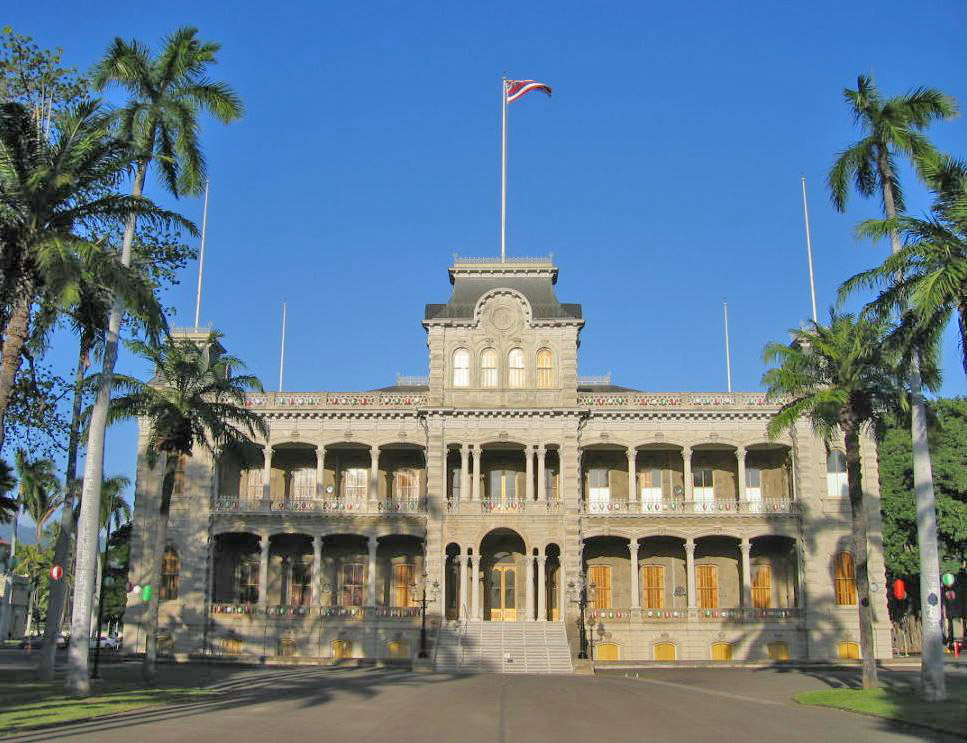
Pałac ʻIolani w Honolulu

7 lipca 1898 roku William McKinley podpisał uchwałę, która przyłączała Hawaje jako terytorium zależne Stanów Zjednoczonych. Oficjalna ceremonia odbyła się w Pałacu ʻIolani, na której miejsce miało m.in. zdjęcie flagi Hawajów i wzniesienie Flagi Stanów Zjednoczonych. Sanford Dole został mianowany pierwszym gubernatorem terytorium.

### Stan Hawaje (od 1959)
W marcu 1959 roku Kongres uchwalił akt dołączenia Hawajów do Stanów Zjednoczonych jako 50. stan. Podpisał go ówczesny prezydent Dwight Eisenhower (akt nie obejmował atolu Palmyra, będącego częścią terytorium Hawajów). 27 czerwca 1959 roku zapytano mieszkańców Hawajów w referendum o poparcie ustawy dołączenia do Stanów Zjednoczonych jako stan. Ustawa uzyskała poparcie dla utworzenia stanu w proporcji 17:1.
Po uzyskaniu statusu stanu Hawaje zmieniły się poprzez rozwój turystyki na wyspach. Promowano również hawajską kulturę i zwyczaje.

## Symbole stanu
| Symbole Stanu Hawaje | Symbole Stanu Hawaje                     | Symbole Stanu Hawaje |
| -------------------- | ---------------------------------------- | -------------------- |
| Ptak                 | Bernikla hawajska                        |                      |
| Taniec               | Hula                                     |                      |
| Ryba                 | Humuhumu-nukunuku-ā-puaʻa                |                      |
| Flaga                | flaga Hawajów                            | Hawaje               |
| Kwiat                | Hibiskus hawajski (Hibiscus furcellatus) |                      |
| Ssak                 | Mniszka hawajska                         |                      |
| Ssak morski          | Długopłetwiec                            |                      |
| Przydomek            | Aloha State                              |                      |
| Pieczęć stanowa      | Pieczęć stanowa Hawajów                  |                      |
| Hymn                 | Hawaiʻi ponoʻī                           |                      |

## Geografia
Główne wyspy Hawajów:
| Wyspa      | Powierzchnia | Najwyższy punkt | Wysokość | Populacja (2000) | Gęstość zaludnienia |
| ---------- | ------------ | --------------- | -------- | ---------------- | ------------------- |
| Hawaiʻi    | 10432,5 km²  | Mauna Kea       | 4205 m   | 148 677          | 14 os./km²          |
| Maui       | 1883,4 km²   | Haleakalā       | 3055 m   | 117 644          | 62 os./km²          |
| Kahoʻolawe | 115,5 km²    | Puʻu Moaulanui  | 452 m    | 0                | 0 os./km²           |
| Lānaʻi     | 363,9 km²    | Lānaʻihale      | 1026 m   | 3193             | 9 os./km²           |
| Molokaʻi   | 673,4 km²    | Kamakou         | 1512 m   | 7404             | 11 os./km²          |
| Oʻahu      | 1545,3 km²   | Kaʻala          | 1220 m   | 905 266          | 586 os./km²         |
| Kauaʻi     | 1430,5 km²   | Kawaikini       | 1598 m   | 58 303           | 41 os./km²          |
| Niʻihau    | 180 km²      | Pānīʻau         | 381 m    | 230              | 1,2 os./km²         |

### Topografia

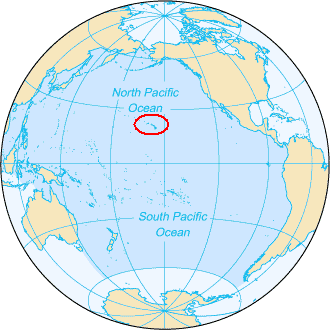
Położenie Hawajów na Pacyfiku

Archipelag położony 3200 km na południowy zachód od Ameryki Północnej. Jest najbardziej wysuniętym stanem na południe i drugim po Alasce na zachód.
Hawaje są jedynym stanem w Stanach Zjednoczonych, który:
- nie jest geograficznie położony w Ameryce Północnej;
- jest całkowicie otoczony przez wodę;
- jest archipelagiem;
- ma pałac królewski;
- nie ma linii prostej w swojej granicy.

Największa góra Hawajów, Mauna Kea, wznosi się na wysokość 4205 m n.p.m., lecz jeśli mierzyć ją od podstawy, która leży na dnie Pacyfiku, jest wyższa od Mount Everestu, ponieważ mierzy wtedy ok. 10 200 m. Hawaiʻi posiada drugi pod względem wysokości punkt n.p.m. spośród wysp na świecie.
Ośmiu głównym wyspom: Hawaiʻi, Maui, Oʻahu, Kahoʻolawe, Lānaʻi, Molokaʻi, Kauaʻi i Niʻihau, towarzyszy ponad 100 przybrzeżnych wysepek. Kaʻula jest osobną małą wyspą, także należącą do archipelagu. Północno-Zachodnie Wyspy Hawajskie to archipelag składający się z dziewięciu starszych wysp i wielu raf, będących zerodowanymi pozostałościami większych wysp wulkanicznych.

### Geologia
Wszystkie Wyspy Hawajskie zostały utworzone ze skał wulkanicznych, które pochodzą z plamy gorąca. Ponieważ płyta tektoniczna znajdująca się pod Oceanem Spokojnym przemieszcza się na północny zachód, a plama gorąca pozostaje nieruchoma, powoli tworzą się kolejne nowe wulkany, a stare zamierają. Ze względu na lokalizację plamy, na Hawajach aktywne wulkany znajdują się tylko w południowej części wyspy Hawaiʻi. Najmłodszy wulkan, Lōʻihi, znajduje się pod wodą blisko południowego wybrzeża Hawaiʻi.
Ostatnia erupcja wulkaniczna poza Wielką Wyspą miała miejsce w wulkanie Haleakalā przed końcem XVIII wieku. Eksplozja wulkanu Kīlauea w 1790 roku była najtragiczniejszą jaka miała miejsce na terytorium współczesnych Stanów Zjednoczonych. Według różnych szacunków, zginęło wówczas od 80 do 5405 ludzi – wojowników z rodzinami, biorącymi udział w wyprawie nieopodal szczytu wulkanu.
Niestabilność zboczy wulkanów przyniosła szkody związane z trzęsieniami ziemi oraz tsunami, zwłaszcza w 1868 i 1975 roku.

### Flora i fauna
Izolacja wysp oraz zróżnicowanie środowiska (wysokości oraz tropikalny klimat) stworzyły szeroki wachlarz endemicznej flory i fauny. Hawaje mają więcej zagrożonych wyginięciem gatunków zwierząt niż jakikolwiek inny stan USA.
Wyspy Hawajskie wyróżniają się wśród pozostałych regionów Ziemi najwyższym udziałem procentowym organizmów endemicznych. 91% roślin kwiatowych, 99% gatunków ptaków i 100% gatunków owadów to gatunki endemiczne. Z powodu izolacji archipelagu na wyspach nie ma naturalnie występujących ryb słodkowodnych, zwierząt ziemnowodnych, gadów i ssaków lądowych oraz drzew iglastych. Na Hawajach niższe ekologiczne gatunki, znacznie mniej liczne, na skutek radiacji adaptacyjnej, wyewoluowały wykorzystując miejsca zajmowane przez inne gatunki na kontynentach. Przykładem jest rodzina hawajskich drepanisów licząca ponad 40 gatunków przystosowanych do różnych warunków życia i różnych pokarmów; pierwotne 4 gatunki lobelii dały początek 6 rodzajom liczącym 150 gatunków; najbardziej efektownym przykładem hawajskiej radiacji adaptywnej są muszki owocowe rodzaju Drosophilidae liczące ponad 500 gatunków, czyli 1/4 istniejących na świecie.

### Obszary chronione

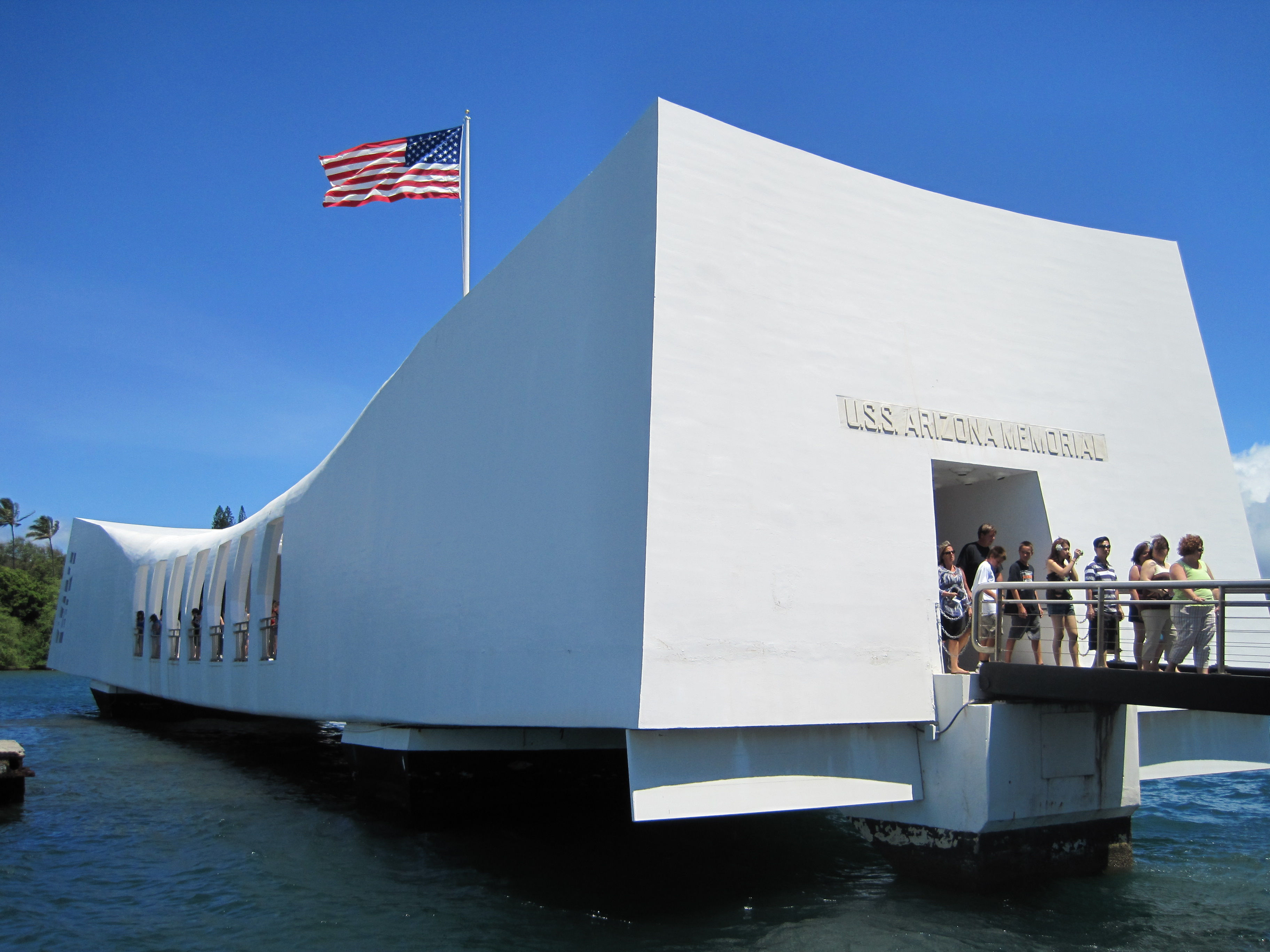
Pomnik USS Arizona w Pearl Harbor

Kilka obszarów na Hawajach znajduje się pod ochroną National Park Service. Hawaje posiadają dwa parki narodowe: Haleakalā na wyspie Maui oraz Wulkany Hawaiʻi w południowej części wyspy Hawaiʻi.
W stanie znajdują się trzy Historyczne Parki Narodowe. Kalaupapa National Historical Park na Molokaʻi, Kaloko-Honokōhau National Historical Park na Hawaiʻi oraz Puʻuhonua o Hōnaunau National Historical Park. Innymi chronionymi obszarami są Ala Kahakai National Historic Trail oraz Pomnik USS Arizona w Pearl Harbor na Oʻahu.
Papahānaumokuākea Marine National Monument został ustanowiony przez prezydenta George’a Busha 15 czerwca 2006 roku. Pomnik ten zajmuje powierzchnię 360 000 km² raf, atoli oraz mielizn. Jest on większy niż wszystkie Parki Narodowe USA razem wzięte.

### Klimat
Klimat Hawajów jest typowy dla tropików, aczkolwiek temperatury i wilgotność są mniej ekstremalne, przez wiatr wiejący ze wschodu. Lokalny klimat różni się bardzo na każdej z wysp. Najwyższe temperatury w lecie wynoszą ok. 29 °C podczas dnia, i 22 °C w nocy. W zimie temperatury w dzień oscylują w granicy 23 °C, i spadają do 16 °C w nocy. Śnieg, z reguły niekojarzony z tropikami, pada na wysokości 4205 m n.p.m. na wulkanach Mauna Kea i Mauna Loa na wyspie Hawaiʻi w niektórych zimowych miesiącach. Śnieg pada także czasami na wulkanie Haleakalā. Góra Waiʻaleʻale na Kauaʻi ma drugie najwyższe opady na świecie wynoszące 11,7 metra. Na Hawajach rozróżnia się dwie pory roku: pora sucha, od maja do października, oraz pora deszczowa od listopada do kwietnia.
| Miasto   | Sty.    | Lut.    | Mar.    | Kwi.    | Maj     | Cze.    | Lip.    | Sie.    | Wrz.    | Paź.    | Lis.    | Gru.    |
| -------- | ------- | ------- | ------- | ------- | ------- | ------- | ------- | ------- | ------- | ------- | ------- | ------- |
| Hilo     | 17,8 °C | 17,8 °C | 18,3 °C | 18,9 °C | 19,4 °C | 20,0 °C | 20,6 °C | 20,6 °C | 20,6 °C | 20,0 °C | 19,4 °C | 18,3 °C |
| Hilo     | 26,1 °C | 26,1 °C | 26,1 °C | 26,1 °C | 27,2 °C | 27,8 °C | 27,8 °C | 28,3 °C | 28,3 °C | 28,3 °C | 27,2 °C | 26,7 °C |
| Honolulu | 18,9 °C | 18,3 °C | 19,4 °C | 20,0 °C | 21,1 °C | 22,2 °C | 23,3 °C | 23,9 °C | 23,3 °C | 22,8 °C | 21,7 °C | 20,0 °C |
| Honolulu | 26,7 °C | 27,2 °C | 27,8 °C | 28,3 °C | 29,4 °C | 30,6 °C | 31,1 °C | 31,7 °C | 31,7 °C | 30,6 °C | 28,9 °C | 27,8 °C |
| Kahului  | 17,2 °C | 17,2 °C | 18,3 °C | 18,9 °C | 19,4 °C | 20,6 °C | 21,7 °C | 21,7 °C | 21,1 °C | 20,6 °C | 20,0 °C | 18,3 °C |
| Kahului  | 26,7 °C | 27,2 °C | 27,8 °C | 27,8 °C | 28,9 °C | 30,0 °C | 30,6 °C | 31,1 °C | 31,1 °C | 30,6 °C | 28,9 °C | 27,8 °C |
| Līhuʻe   | 18,3 °C | 18,9 °C | 19,4 °C | 20,6 °C | 21,1 °C | 22,8 °C | 23,3 °C | 23,3 °C | 23,3 °C | 22,8 °C | 21,7 °C | 20,0 °C |
| Līhuʻe   | 25,6 °C | 26,6 °C | 26,6 °C | 26,1 °C | 27,2 °C | 28,3 °C | 28,9 °C | 29,4 °C | 29,4 °C | 28,9 °C | 27,2 °C | 26,1 °C |

## Miasta

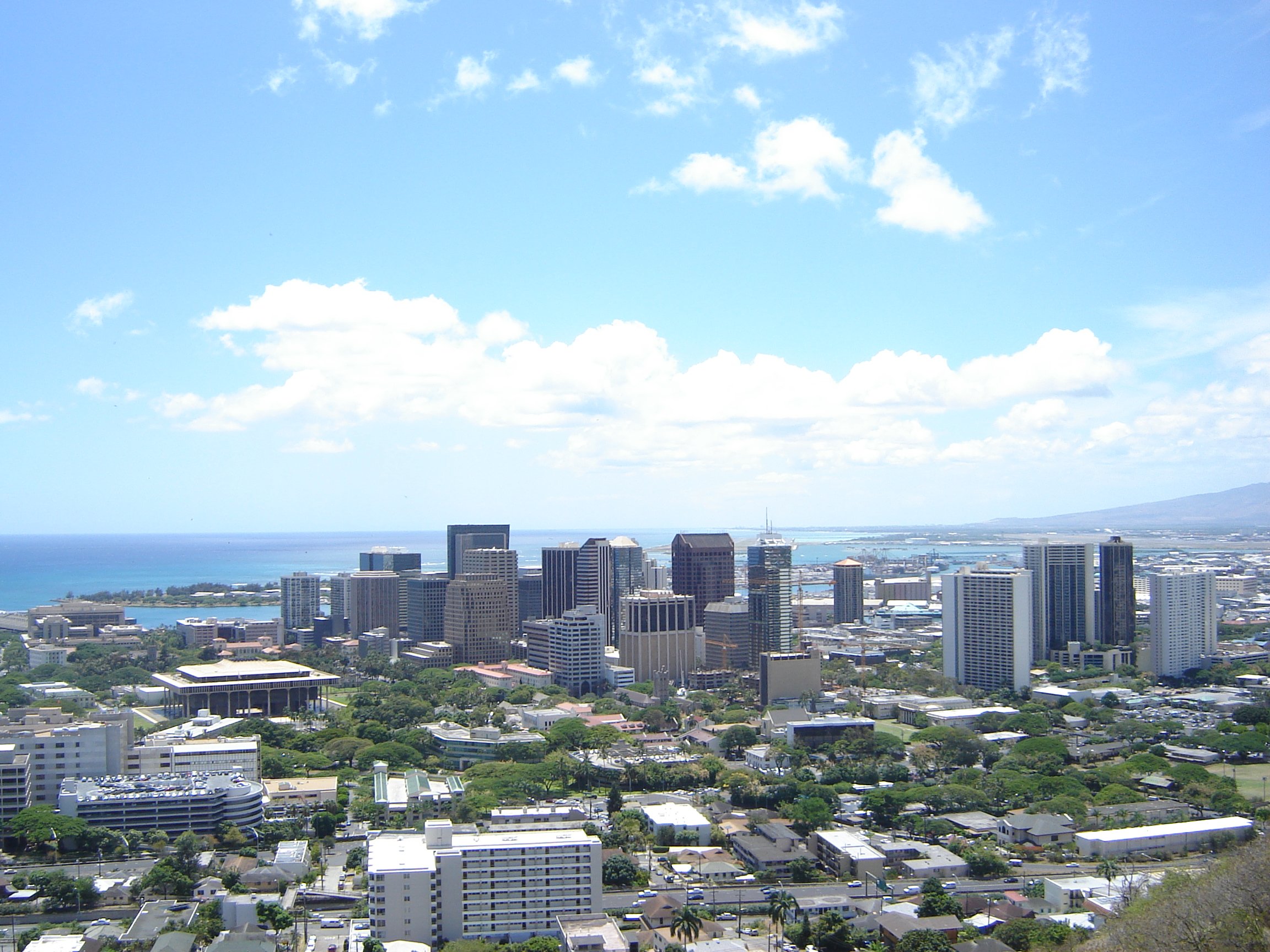
Honolulu – stolica i zarazem największe miasto Hawajów

Przeniesienie hawajskiej rodziny królewskiej z Wielkiej Wyspy na Maui, a później na Oʻahu wyjaśnia rozmieszczenie populacji na wyspach. Kamehameha III wybrał Honolulu jako stolicę. Głównym czynnikiem ważącym o tej decyzji był naturalny port w pobliżu miasta.
Honolulu położone jest na południowo-wschodnim wybrzeżu Oʻahu. Poprzednią stolicą była Lāhainā leżąca na wyspie Maui, a przed nią Kailua-Kona na wyspie Hawaiʻi. Główne miejscowości to: Hilo, Kāneʻohe, Kailua-Kona, Pearl City, Waipahu, Kahului, Kailua, Kīhei oraz Līhuʻe.

## Demografia
| Ludność Hawajów   | Ludność Hawajów | Ludność Hawajów | Ludność Hawajów | Ludność Hawajów | Ludność Hawajów |
| Rok               | Ludność         | %±              |                 |                 |                 |
| ----------------- | --------------- | --------------- | --------------- | --------------- | --------------- |
| 1900              | 154 001         | –               |                 |                 |                 |
| 1910              | 191 874         | 24,6%           |                 |                 |                 |
| 1920              | 255 881         | 33,4%           |                 |                 |                 |
| 1930              | 368 300         | 43,9%           |                 |                 |                 |
| 1940              | 422 770         | 14,8%           |                 |                 |                 |
| 1950              | 499 794         | 18,2%           |                 |                 |                 |
| 1960              | 632,772         | 26,6%           |                 |                 |                 |
| 1970              | 769 913         | 21,7%           |                 |                 |                 |
| 1980              | 964 691         | 25,3%           |                 |                 |                 |
| 1990              | 1 108 229       | 14,9%           |                 |                 |                 |
| 2000              | 1 211 537       | 9,3%            |                 |                 |                 |
| 2010              | 1 360 301       | 12,3%           |                 |                 |                 |
| źródło: 1900-2010 |                 |                 |                 |                 |                 |
| 2015              | 1 431 603       | 5,2%            |                 |                 |                 |

### Populacja

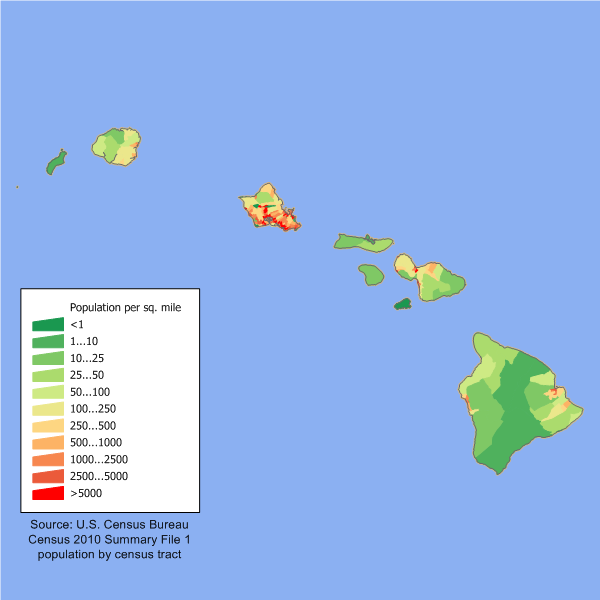
Gęstość zaludnienia na Hawajach

W 2005 roku populacja Hawajów wynosiła 1 275 194 osoby, co oznacza podwyższenie ogólnej liczby ludności na Hawajach o 13 070 osób lub 1.0% w stosunku do roku 2004 oraz o 63 657 osób lub 5.3% od roku 2000. Liczba ta zawiera przyrost naturalny wynoszący 48 111 ludzi (96 028 urodzeń oraz 47 917 śmierci), oraz imigrację wynoszącą 16 956 osób. Do stanu przyjechało 30 068 osób, a wyjechało 13 112.
W rzeczywistości Hawaje posiadają ponad 1,4 mln osób biorąc pod uwagę wielu żołnierzy oraz turystów. Wyspa Oʻahu, nazywana „Miejscem Spotkań” jest najbardziej zaludnioną wyspą i posiada największą gęstość zaludnienia z 953 207 osobami na 1546 km² powierzchni wyspy, co daje ok. 650 osób na km². 1 275 194 osoby mieszkające na Hawajach (16 640 km²) dają gęstość 76,7 osoby na km² co czyni Hawaje 13. stanem pod względem gęstości zaludnienia.
Przewidywana długość życia na Hawajach w 2000 roku wyniosła 79,8 roku (77,1 dla mężczyzn, 82,5 dla kobiet), więcej niż w jakimkolwiek innym stanie.
Personel militarny w stanie stanowi około 1,3% populacji wyspy.

### Struktura rasowo-etniczna
Struktura rasowa według badania statystycznego przeprowadzonego przez United States Census Bureau w 2008 roku:
- Azjaci – 38,5%
- Biali Amerykanie – 27,1%
- Pochodzenie mieszane – 21,4%
- Rdzenni Hawajczycy i inne ludy pochodzenia pacyficznego – 9,0%
- Czarna rasa i Afroamerykanie – 2,4%
- Inne rasy – 1,4%
- Indianie i rdzenni mieszkańcy Alaski – 0,2%

### Języki
Hawaje posiadają dwa języki urzędowe: angielski oraz hawajski. Popularny wśród tubylców jest również język kreolski hawajski. Według spisu z 2000 roku 73,44% mieszkańców Hawajów na co dzień posługuje się tylko językiem angielskim. 2,6% mieszkańców stanu mówi po hiszpańsku i 1,6% w innych językach indoeuropejskich. 21,0% mówi w jednym z języków azjatyckich. Po angielskim, innymi popularnymi językami są: tagalog, japoński oraz iloko.
Język hawajski jest językiem ojczystym dla około 2000 osób, mniej niż 0,1% populacji Hawajów. Według spisu z 2005 roku na Hawajach było 27 160 osób mówiących tym językiem. Język hawajski należy do grupy języków polinezyjskich, należących do rodziny języków austronezyjskich. Zaczął się on rozwijać około roku 1000 n.e. po skolonizowaniu wysp przez ludy z Markizów oraz Tahiti. Zostali oni na wyspach zostając Hawajczykami. Ich rodzime języki przekształciły się w język hawajski. Przed przypłynięciem Jamesa Cooka na wyspy, język hawajski nie został nigdzie zapisany. Dzisiejsza forma zapisu jest wynikiem spisania języka przez misjonarzy którzy przypłynęli na wyspę w latach 20. XVIII wieku. Przypisali oni litery z alfabetu łacińskiego do odpowiadających dźwięków z mowy hawajskiej.
Niektórzy mieszkańcy mówią także językiem kreolskim hawajskim, często nazywanym językiem „Pidgin”. Język ten pochodzi głównie z języka angielskiego, lecz posiada także słowa z hawajskiego, chińskiego, japońskiego, ilokańskiego, tagalog oraz portugalskiego.

## Religia
Dane z 2014 r.:

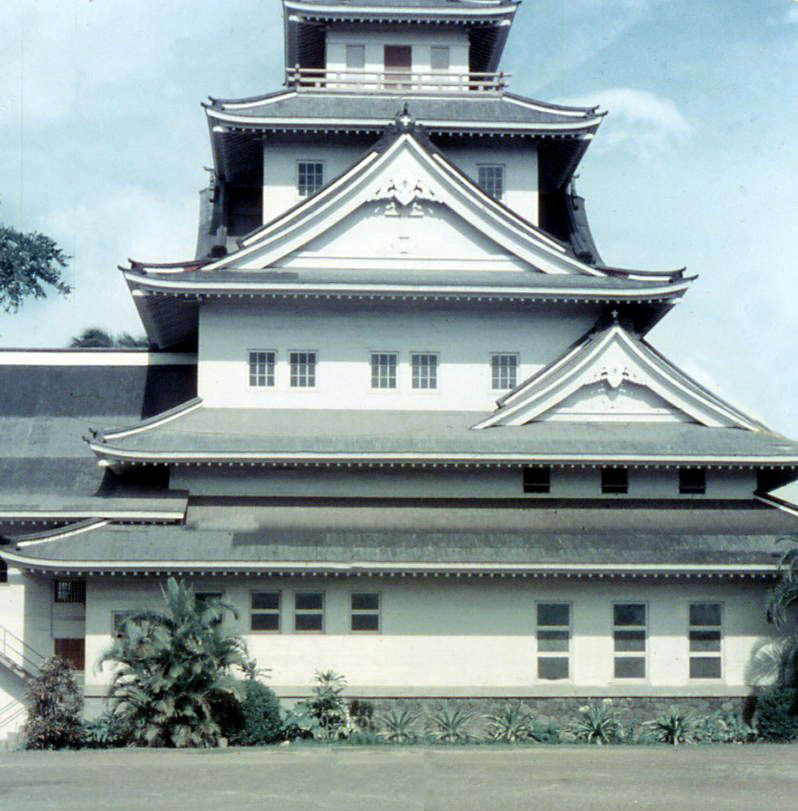
Chrześcijański kościół Makiki, 1958

- protestanci – 38% (głównie: zielonoświątkowcy, bezdenominacyjni, baptyści, kalwini i uświęceniowcy),
- brak religii – 26% (w tym: 5% agnostycy i 2% ateiści),
- katolicy – 20%,
- buddyści – 8%,
- mormoni – 3%,
- inne religie – 5% (w tym: świadkowie Jehowy, hinduiści, bahaiści, żydzi, muzułmanie, prawosławni i unitarianie uniwersaliści[47]).

Szczególnym przypadkiem jest Hoʻoponopono, starożytna praktyka pojednania i wybaczenia połączona z modlitwą. Jest to zarówno filozofia, jak i sposób życia. Według tradycji hoʻoponopono jest przeprowadzane przez uzdrawiającego kapłana, lub kahunę lapaʻau wśród członków rodziny osoby fizycznie chorej.

## Gospodarka
Dawniej na Hawajach znaczącą rolę odgrywały rolnictwo (uprawy sandałowca, trzciny cukrowej oraz ananasów), przemysł militarny oraz turystyczny. Od ustanowienia stanu Hawaje w 1959 roku, najbardziej znaczącą branżą stała się turystyka, tworząc 24,3% produktu stanowego brutto w 1997 roku, pomimo starań podjętych w celu dywersyfikacji. Dochód stanowy w 2003 roku wyniósł 47 mld USD.
Produkty eksportowane przez Hawaje to w większości żywność i odzież. Branże te odgrywają niewielką rolę w hawajskiej gospodarce ze względu na znaczną odległość transportu do rentownych rynków, takich jak zachodnie wybrzeże Stanów Zjednoczonych. Eksportowana żywność to głównie kawa, orzechy makadamia, ananas oraz trzcina cukrowa. Sprzedaż produktów rolniczych w 2002 roku, zgodnie z hawajskim rolniczym urzędem statystycznym, wyniosła 370,9 mln USD z różnych segmentów rolnictwa, 100,6 mln USD z upraw ananasa oraz 64,3 mln USD z trzciny cukrowej.
Hawaje posiadają stosunkowo wysokie obciążenia podatkowe. W 2003 roku, mieszkańcy Hawajów mieli najwyższe podatki na mieszkańca w całych Stanach Zjednoczonych, które wyniosły 2838 USD. Jest to częściowo spowodowane edukacją, ochroną zdrowia i opieką społeczną, na które środki przeznaczane są bezpośrednio przez stan Hawaje, w przeciwieństwie do innych stanów, w których pieniądze przeznaczane są przez władze lokalne.
W 2011 roku, stopa bezrobocia w stanie wynosiła 6,1%.

## Uczelnie
- Brigham Young University Hawaii
- Chaminade University
- Hawaii Pacific University
- Uniwersytet Hawajski
  - Uniwersytet Hawajski w Hilo
  - Uniwersytet Hawajski w Mānoa
  - Uniwersytet Hawajski (zachodnie Oʻahu)
- Aloha Christian Theological Seminary, Kailua-Kona

## Znane osoby urodzone na Hawajach
- Max Holloway
- Glenn Medeiros
- Kamehameha I
- Liliʻuokalani
- Barack Obama
- Nicole Kidman
- Bette Midler
- Tarō Akebono
- Bruno Mars
- Nicole Scherzinger
- Duke Kahanamoku
- Bethany Hamilton
- Israel Kamakawiwoʻole
- Mark Dacascos
- Jason Momoa
- Micah Christenson
- Erik Shoji